# A Drunkard's Reformation
A Drunkard's Reformation és una pel·lícula muda de la Biograph dirigida per D. W. Griffith i protagonitzada per Marion Leonard i Arthur V. Johnson. La pel·lícula, d'una bobina, fou la primera en passar la censura cinematogràfica recentment constituïda estrenant-se l'1 d'abril de 1909.

## Argument
John Wharton està casat i és pare d'una nena de vuit anys. Per culpa de males companyies s'ha convertit en un borratxo i maltracta la seva família. Un dia la seva filla li mostra dues entrades per anar al teatre i li demana que la dugui. Després d'una certa persuasió accepta anar-hi. L'obra és una dramatització de "La Taverna'" d'Émile Zola, que mostra la decadència d'un pare de família per culpa del rom. Mentre es succeeix l'obra, Wharton se sent cada cop més identificat amb el personatge i més culpable de la seva actitud. Quan cau el teló és un home canviat i va cap a casa determinat de no beure més, cosa que promet a la seva esposa. Dos anys després, trobem la petita família asseguda, feliç i tranquil·la, al costat de la llar de foc i sabem que la promesa s'ha complert.

## Repartiment
- Marion Leonard (l'esposa)
- Arthur V. Johnson (el marit)
- Adele DeGarde (la filla)
- Charles Avery (actor)
- John R. Cumpson (a l'orquestra/al bar)
- Gladys Egan (actriu que interpreta la filla)
- Robert Harron - Theatre Usher
- Anita Hendrie (actriu/espectadora)
- Florence Lawrence (actriu que interpreta l'esposa)
- Linda Arvidson (actriu)
- David Miles (actor que interpreta el marit)
- Owen Moore (actor)
- Tom Moore (espectador)
- Herbert Prior (al bar)
- Mack Sennett (actor/a l'orquestra/al bar)
- Harry Solter (actor)
- Herbert Yost (actor)

## Significació en la filmografia de Griffith
Griffith no feia més d'un any que havia començat la direcció de pel·lícules i en aquesta ja trobem alguns aspectes experimentals dins del llenguatge cinematogràfic. En ella, Griffith, usa una peça de teatre dins de la pel·lícula, alternant plans on es mostra la platea amb plans de l'escenari, per fer una exploració psicològica del personatge principal. Es de destacar també el recurs d'una il·luminació lateral en l'escena final de la pel·lícula per simular la presència de la llar de foc.